# 아부카허허
아부카허허는 동북아시아 신화 《천궁대전》에 나오는 생명의 여신이다.
우처구우러번에는 태초에 물거품이 있었고, 그곳에서 여신 '아부카허허'가 탄생한다. 아부카허허는 빛과 공기를 만들고, 자신의 몸으로 만물을 창조했다.